# Halalaimus ciliocaudatus
Halalaimus ciliocaudatus is een rondwormensoort uit de familie van de Oxystominidae. De wetenschappelijke naam van de soort is voor het eerst geldig gepubliceerd in 1932 door Allgén.